# طعمه (فیلم ۲۰۰۴)
طعمه (انگلیسی: Decoys) فیلمی در ژانر علمی–تخیلی و کمدی ترسناک است که در سال ۲۰۰۴ منتشر شد. از بازیگران آن می‌توان به نیکول اگرت، ریچارد بورگی، کیم پویریر، کوری سویر، و مگان آوری اشاره کرد.